# Truttikon
Truttikon é uma comuna da Suíça, situada no distrito de Andelfingen, no cantão de Zurique. Tem 4,42 km² de área e sua população em 2018 foi estimada em 477 habitantes.